# جايوس يوليوس بريسكوس
جايوس يوليوس بريسكوس (عاش في القرن 3 الميلادي)، كان جندياً رومانياً وعضوا في الحرس البريتوري في عهد جورديان الثالث.
 ولد بريسكوس في مقاطعة رومانية من سوريا، وربما في دمشق، وهو ابن يوليوس مارينوس المواطن الروماني من الولاية العربية الرومانية، والذي كان يحظى ربما ببعض الأهمية. اسم والدته غير معروف، ولكن أخاه كان هو يوبيوس فيليبيوس، والذي عرف لاحقا بعد تتويجه بالامبراطورية  باسم «فيليب العربي».
بريسكوس ربما كان أكبر في السن من أخيه الإمبراطور فيليب العربي، لأن المسار السياسي الخاص بفيليب كان مدفوغا بتأثير ونفوذ أخيه بريسكوس. ووفقا للعديد من النقوش،  فإن بريسكوس كان قائد مقاطعة ما بين النهرين  الرومانية على الحدود مع بلاد فارس، وليقوم بتلك المهمة على أكمل وجه، فقد كان عسكريا. كذلك فقد كان نائبا عن مقدونيا، وكان الرجل الثاني في الترتيب تحت قيادة حاكم مصر الرومانية، كذلك فقد كانت المسؤوليات القضائية في الاسكندرية تقع على عاتقه. ومما هو جدير بالذكر، أن بريسكوس أصبح عضوا في الحرس الإمبراطوري حوالي سنة 242 م خلال حملة جورديان الثالث على بلاد فارس، وعندما توفي  تيميثيسيوس – الضابط الروماني –  في 243 م، استطاع بريسكوس أن  يقنع الإمبراطور الشاب آنذاك ليكون بديلا للضابط مع شقيقه فيليب. ولمدة عام، كان بريسكوس وفيليب بمثابة حكام الأمر الواقع من قبل جورديان الثالث.
بعدما  قتل جورديان من قبل الجنود المتمردين في 244 م، اعتلى أخو بريسكوس، فيليب العربي عرش الإمبراطورية. وبما أن شقيقه فيليب كان حليفا موثوقا، فقد  بقي بريسكوس في الشرق، في حين انتقل فيليب إلى روما. وقد جُمعت لبريسكوس السلطة العليا في المقاطعات الشرقية، وكان المشار إليه في النقوش بكونه عميد الولايات الشرقية "Rector Orientis".  وقد كانت فترة حكمه  شديدة القمعية. وتبعا  لتوجيهات أخيه الإمبراطور، جمع بريسكوس  الضرائب الثقيلة  والتي أدت في نهاية المطاف إلى تمرد وثورة يوتيبيانوس، وهو واحد من أربع حكام للولايات الرومانية الشرقية في عهد فيليب العربي. وعلى ما يبدو، فقد استطاع بريسكوس من السيطرة على هذا التمرد. ولا يعرف شيء عن بريسكوس بعد سيطرته وإيقافه  لذلك التمرد وكذلك الحقائق المحيطة بوفاته في التاريخ ليست معروفة.